# تشهار بوشة (مقاطعة فهرج)
تشهار بوشة (بالإنجليزية: Tolombeh-ye Shomareh-ye Chahar Posheh Khaneh)‏ هي مستوطنة تقع في ناحية نغين كوير في إيران.